# 대관구지도자
대관구지도자(독일어: Gauführer)는 1925년에서 1929년 사이에 나치 친위대에서 사용한 준군사 계급이다.
1929년 상급지도자가 지휘하는 상급지구가 생기면서 대관구지도자는 폐지되어 상급지도자로 그 역할이 넘어갔다.